# Kim Lan Beo
Kim Lan Beo is een Chinese tempel in Singapore. Het oorspronkelijke gebouw werd in 1830 gebouwd aan de Yan Kit Road. Toentertijd was het een centrum voor activiteiten van een geheime genootschap van Chinezen uit Fujian. In 1881 werd de tempel door Cheang Hong Lim gerenoveerd. Het werd een publieke tempel. In de jaren zestig van de twintigste eeuw kwam de tempel in handen van de Singapore Hokkien Huay Kuan.
In 1988 werd het land van de tempel door de Singaporese overheid opgeëist voor gebruik. Kim Lan Beo werd aan de Kim Tian Road herbouwd. SHHK betaalde alle kosten van de herbouw.